# American-Airlines-Flug 1
Der American-Airlines-Flug 1 (Flugnummer: AA1, Funkrufzeichen: AMERICAN 1) war ein Inlandslinienflug der American Airlines. Auf dem Flug am 1. März 1962 verunglückte eine Boeing 707-123B kurz nach dem Start vom New York Idlewild International Airport. Bei dem Unfall kamen alle 95 Menschen an Bord ums Leben. Im Zuge der Flugunfalluntersuchung stellte sich heraus, dass sich an der verunglückten Maschine ein Defekt am Seitenruder ereignet hatte.

## Maschine
Bei der verunglückten Maschine handelte es sich um eine Boeing 707-123B, die im Jahr 1959 im Werk von Boeing auf dem Boeing Field im US-Bundesstaat Washington als die 12. Boeing 707 aus laufender Produktion mit der Werksnummer 17633 endmontiert wurde. Der Erstflug der Maschine erfolgte am 25. Januar 1959, am 12. Februar 1959 wurde sie an die American Airlines ausgeliefert, wo sie mit dem Luftfahrzeugkennzeichen N7506A und dem Taufnamen Flagship District of Columbia in Betrieb ging. Das vierstrahlige Langstrecken-Schmalrumpfflugzeug war mit vier Turbofantriebwerken des Typs Pratt & Whitney JT3D-1-MC6 ausgestattet. Bis zum Zeitpunkt des Unfalls hatte die Maschine eine Gesamtbetriebsleistung von 8.147 Betriebsstunden absolviert.

## Besatzung

### Cockpitbesatzung
Die Cockpitbesatzung war vierköpfig, sie bestand aus einem Flugkapitän, einem Ersten Offizier, einem Zweiten Offizier und einem Flugingenieur:
- Der 56-jährige Flugkapitän James T. Heist war am 1. Mai 1940 durch die American Airlines eingestellt worden. Er war im Besitz von Musterberechtigungen für zahlreiche Flugzeugtypen. Heist verfügte über 18.300 Stunden Flugerfahrung, davon hatte er 1.600 im Cockpit der Boeing 707 absolviert.
- Der 35-jährige Offizier Michael Barna Jr. flog seit dem 12. Januar 1953 für die American Airlines. Barna verfügte über Musterberechtigungen für die Flugzeugtypen Boeing 707, Douglas DC-6 und Douglas DC-7. Für die Position des Ersten Offiziers an Bord der Boeing 707 hatte sich Barna am 30. September qualifiziert. Seine gesamte Flugerfahrung belief sich auf 4.800 Flugstunden, davon hatte er 900 Stunden im Cockpit der Boeing 707 absolviert.
- Der 32-jährige Zweite Offizier Robert J. Pecor arbeitete seit dem 23. April 1957 für die American Airlines. Neben der Boeing 707 wurde er zuvor auf der Douglas DC-6 eingesetzt. Seine kumulierte Flugerfahrung belief sich auf 3.400 Stunden in der Luft, davon hatte er 1.716 Stunden im Cockpit der Boeing 707 absolviert.
- Der 32-jährige Flugingenieur Robert J. Cain gehörte seit dem 16. Juni 1952 zur Belegschaft der American Airlines. Seine kumulierte Flugerfahrung belief sich auf 7.500 Stunden, von denen er 2.000 Stunden an Bord der Boeing 707 absolviert hatte.

### Kabinenbesatzung
Die Kabinenbesatzung bestand aus vier Flugbegleiterinnen.
- Die 28-jährige Flugbegleiterin Shirley Grabow gehörte seit dem 7. Dezember 1960 der American Airlines an.
- Die 23-jährige Flugbegleiterin Lois Kelly war am 24. Februar 1961 durch die American Airlines eingestellt worden.
- Die 22-jährige Flugbegleiterin Betty Moore hatte ihr Arbeitsverhältnis mit der American Airlines am 17. November 1959 begonnen.
- Die 20-jährige Flugbegleiterin Rosalind Stewart hatte ihren Arbeitsvertrag mit der American Airlines am 12. September 1961 unterschrieben.

## Unfallhergang
Die Piloten erhielten eine Freigabe zum Start von Startbahn 31L zum planmäßigen Nonstop-Inlandslinienflug AA1. Die Maschine hob um 10:07 Uhr Ortszeit nach einem 33-sekündigen Startlauf beim Erreichen einer Geschwindigkeit von 157 Knoten ab. Der Start und der Anfangssteigflug wirkten zunächst normal. Nach 8000 Fuß des Überrollens/-fliegens der Startbahn, in einer Höhe von etwa 100 Fuß über der Startbahn und auf der Höhe des Rollwegs AA wurde eine sanfte Linkskurve mit einem Rollwinkel von 15 Grad auf einen Kurs von 290 Grad eingeleitet. Etwa 75 Sekunden nach dem Start wurde eine engere Linkskurve geflogen, wobei die Maschine offenbar den von der Flugsicherung übermittelten Radarvektoren folgte. Während des Fluges der zweiten Kurve wurde der Steigflug fortgesetzt, die Maschine wurde mit einem linkswärtigen Rollwinkel von 30 Grad auf einen Kurs von 140 Grad ausgerichtet. Während des Kurvenflugs erhöhte sich der Rollwinkel zunehmend, bis er in einer Höhe von 1600 Fuß rund 90 Grad erreicht hatte. Die Maschine geriet anschließend mit nach unten ausgerichteter Flugzeugnase in Rückenlage und stürzte um 10:08:49 Uhr mit einem Nickwinkel von 78 Grad bei einem Kurs von 300 Grad in die flachen Gewässer des Pumpkin Patch Channel in der Jamaica Bay, nahe dem Jamaica Bay Wildlife Refuge, einem sumpfigen Naturschutzgebiet. Die Maschine wurde beim Aufprall völlig zerstört, und alle 95 Insassen kamen ums Leben. Das auslaufende Kerosin entzündete sich zu einem gewaltigen Brand.

## Bergungsaktion
Dem Bergungseinsatz schlossen sich innerhalb von einer halben Stunde nach dem Absturz 300 Polizei- und Feuerwehrkräfte an, darunter 125 Polizeibeamte, die sich für die Teilnahme an einer Fortbildung in der nahe gelegenen Polizeiakademie befanden. Auch Hubschrauber der Küstenwache waren im Einsatz. Es wurden keine Überlebenden vorgefunden. Der Brand konnte bis 10:50 Uhr unter Kontrolle gebracht werden. Die Ebbe erleichterte den Bergungsmannschaften die Bergung von Wrack- und Leichenteilen. Da nur wenige Körper intakt geblieben waren, wurde später eine Identifikation der Toten durch Angehörige für inhuman befunden, sodass zur Identifizierung Fingerabdrücke und zahnärztliche Untersuchungsberichte herangezogen wurden.

## Unfalluntersuchung
Der Flugunfall wurde durch das Civil Aeronautics Board untersucht. Der Flugdatenschreiber wurde am 9. März geborgen. Anfang Juli 1962 äußerten die Ermittler die Vermutung, dass ein fehlender Splint am Mechanismus des Seitenruders unfallursächlich gewesen sein könnte. Vorsorglich wurden alle Betreiber der Boeing 707 über die mögliche Gefahr an Maschinen dieses Typs in Kenntnis gesetzt. In dem Abschlussbericht wurde schließlich als wahrscheinlichste Ursache ein selbsttätiger Ausschlag des Seitenruders infolge eines Kurzschlusses in der Verkabelung des zugehörigen Steuerungsmechanismus angegeben. Die Ermittler gingen davon aus, dass der Schaden bereits bei der Montage der Maschine im Werk von Boeing verursacht worden war. Die Fehlfunktion habe dann einen Seitengleitflug sowie eine Roll- und Gierbewegung der Maschine zur Folge gehabt, die letztlich zum Kontrollverlust führten.
Zu dem Schluss gelangten die Ermittler, nachdem sie ein Werk der Bendix Corporation in Teterboro, New Jersey, besichtigt hatten, in dem die Kabelbäume für die Rudersteuerung gefertigt wurden. Sie beobachteten Arbeiter dabei, wie diese Pinzetten verwendeten, um Kabelbündel miteinander zu verflechten, wobei diese die Isolierung der Kabel beschädigten. Die Bendix Corporation dementierte, dass Kabel in ihrem Werk beschädigt worden seien, und betonte, dass die Kabel während des Fertigungsprozesses 61 Inspektionen durchlaufen hätten, bevor sie an Boeing ausgeliefert wurden, zuzüglich Inspektionen während ihres Einbaus und bei Wartungsmaßnahmen. Das Unternehmen erklärte, dass, wenn die Isolierungen der Kabel zu irgendeinem Zeitpunkt gebrochen wären, dieser Mangel unverzüglich entdeckt und die Kabel ausgetauscht worden wären.

## Trivia
Bei dem Absturz des Fluges gingen auch 15 abstrakte Gemälde und Zeichnungen des Künstlers Arshile Gorky verloren. Sie waren auf dem Weg zu einer Ausstellung in Los Angeles.
Bei dem Absturz starb auch Luise Eastman, die Mutter von Linda McCartney.